# 김화읍 (철원군)
김화읍(金化邑)은 대한민국 강원특별자치도 철원군의 읍이다. 1962년까지 대한민국 김화군의 군청 소재지였으며, 철원역에서 내금강으로 가는 금강산선의 주요역이 있었다. 고원(高原)의 김화분지에 위치하며, 배후는 험한 산악 지대로 한국전쟁 때 소위 철의 삼각지대로 알려졌다. 현재 김화읍의 중심지는 학사리로, 과거 중심이었던 읍내리보다 남쪽으로 내려와 있다.
원래의 김화읍이 대한민국 관할이 되면서, 조선민주주의인민공화국에서는 옛 금성면을 김화읍으로 바꾸어 김화군의 군청 소재지로 하고 있다.

## 개요
38선 이북 지역이어서 1945년 광복 직후 소련군정의 관할에 들어갔다. 한국전쟁 중 치열한 격전이 벌어진 철의 삼각지대로 전쟁 후 대한민국 관할이 되었다. 그후에도 군청 소재지를 유지하다가, 1963년 1월 1일 군사분계선 이남의 김화군이 폐지되면서 철원군으로 편입되었다. 1973년 7월 1일 서면의 청양리와 도창리가 김화읍에 편입되었다.
읍의 동쪽에서 서쪽으로 한탄강의 지류인 화강(花江)이 흐른다. 담배, 콩 등의 농산물과 유화철의 산지로 유명하다. 군내에는 고석정, 삼부연, 직탄암, 칠만암, 도피안사와 명성산, 궁예성지 등의 명승 고적이 있다.

## 행정 구역
| 법정리 | 한자명 | 행정리                                                        | 비고               |
| ------ | ------ | ------------------------------------------------------------- | ------------------ |
| 학사리 | 鶴沙里 | 학사1리, 학사2리, 학사3리, 학사4리, 학사5리                   | 읍사무소 소재지    |
| 읍내리 | 邑內里 | -                                                             | 옛 읍사무소 소재지 |
| 생창리 | 生昌里 | 생창리                                                        |                    |
| 암정리 | 巖井里 | -                                                             | 거주 인구 없음     |
| 운장리 | 雲長里 | -                                                             | 거주 인구 없음     |
| 용양리 | 龍楊里 | -                                                             | 거주 인구 없음     |
| 감봉리 | 甘鳳里 | -                                                             | 거주 인구 없음     |
| 청양리 | 淸陽里 | 청양1리, 청양2리, 청양3리, 청양4리, 청양5리, 청양6리, 청양7리 | 서면에서 편입      |
| 도창리 | 道昌里 | 도창리                                                        | 서면에서 편입      |

## 관할 면
김화읍은 군사분계선에 맞닿아 있는 인근의 근북면과 근동면의 행정업무를 대행·관할하고 있다.
| 행정구역 | 한자   | 면적  | 인구 | 세대 |
| -------- | ------ | ----- | ---- | ---- |
| 근북면   | 近北面 | 23.73 | 116  | 54   |
| 근동면   | 近東面 | 19.71 | 0    | 0    |

## 주요 기관

### 관공서
- 김화읍사무소
- 철원경찰서 김화치안센터

### 교육 기관
- 김화초등학교
- 청양초등학교
- 도창초등학교

## 교통

### 도로
- 국도 제5호선
- 국도 제43호선
- 국도 제47호선